# Pyramides de Bosnie

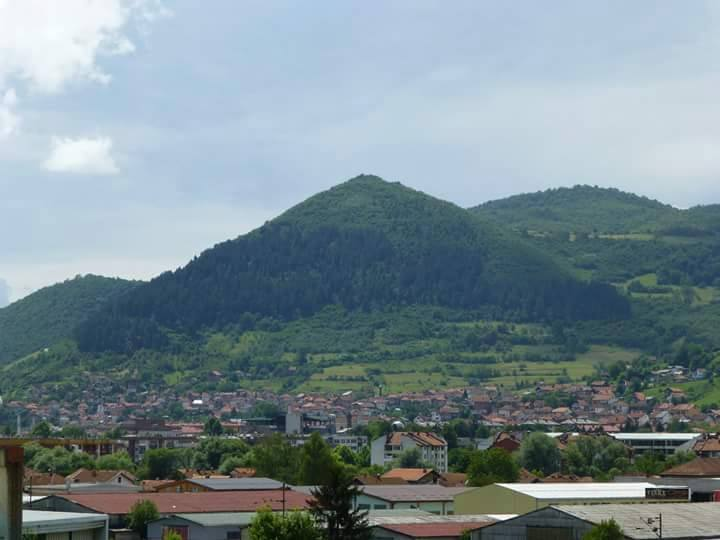
Colline de Visočica en Bosnie.

Les « pyramides de Bosnie », ou « pyramides bosniennes »  ou encore « pyramides bosniaques » (en bosnien, Bosanska piramida), sont un groupe de chevrons — formations géologiques naturelles présentant une face plate en forme de semelle de fer à repasser — situées près de la ville de Visoko, au nord-ouest de Sarajevo. Une de ces pyramides, la « colline de Visočica », haute de 213 mètres et ancien centre de la capitale médiévale bosnienne Visoko, a fait l'objet, en octobre 2005, sous l'appellation de « pyramide du soleil » que lui a donnée son inventeur, d'une campagne médiatique la présentant comme la plus ancienne des pyramides édifiées de main d'homme.
À partir de la constatation que la colline, vue sous certains angles, a une forme symétrique pyramidale, l'entrepreneur américano-bosnien Semir Osmanagić a formulé la théorie à prétention archéologique que cette forme serait d'origine humaine. Cette théorie n'a reçu aucune reconnaissance de la part de la communauté archéologique internationale et a été dénoncée par une pétition d'archéologues comme étant une « imposture » et un « gaspillage de ressources ».
En dépit du désaveu de ce qu'il appelle « la science officielle », Semir Osmanagić poursuit son projet. Les fouilles continuent à être financées par les autorités et les pyramides sont présentées aux enfants des écoles de Bosnie comme faisant partie de leur patrimoine.

## Théorie de Semir Osmanagić

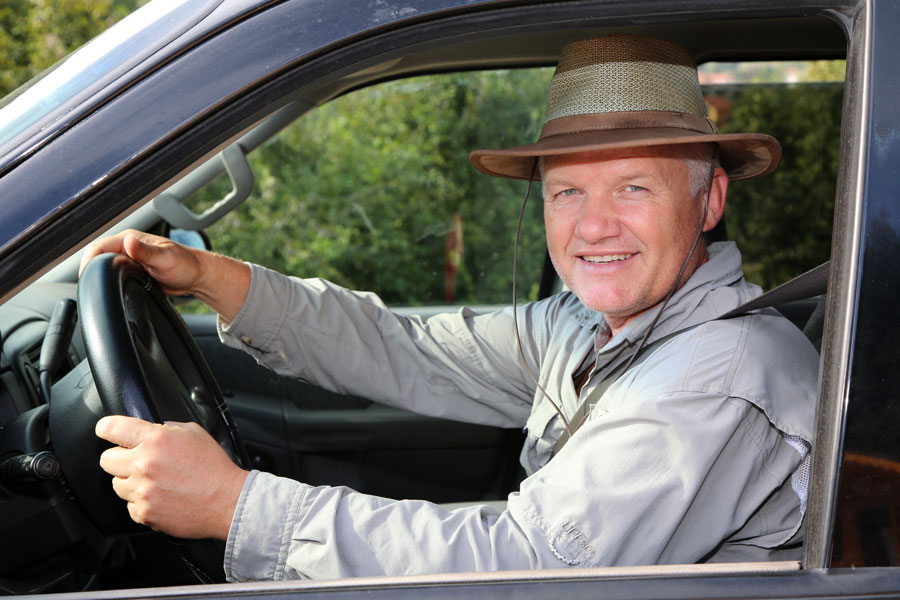
Semir Osmanagić en 2013.

Semir Osmanagić avance la théorie suivante : bien que la plus grande partie de l'Europe fût, il y a 12 500 ans, couverte d'épaisses couches de glace, le bord méridional-européen, de l'Espagne à la Turquie, en passant par l'Italie, la Croatie et la Bosnie, était favorable au développement de civilisations. Le développement des civilisations du Pacifique, de l’Atlantique et des pays du Moyen-Orient, a laissé de fortes traces sur l’architecture et la vie spirituelle des civilisations du sud de l’Europe. La présence multimillénaire de la civilisation des Illyriens sur ces espaces a laissé derrière elle ces pyramides comme témoignage. Les couches glaciaires qui ont fondu à cette période, ont provoqué l’augmentation du niveau de la mer de plusieurs centaines de mètres. Les traces de ces civilisations auraient été ainsi recouvertes par la mer. Puis, avec le temps, le niveau de la mer a reculé laissant place au développement de la vie végétale sur les ruines de ces civilisations.
Les auteurs ont successivement publié plusieurs datations. Ainsi, en 2005, au moment de la découverte du site, Osmanagić déclarait que ces pyramides avaient été construites en 12000 av. J.-C. Puis il a précisé, quelque temps plus tard, que la datation de ce site n’était pas encore certaine et que les pyramides avaient peut-être été construites entre 12000 et 500 av. J.-C., pour ensuite, après les découvertes faites en 2006, déclarer que ces pyramides étaient peut-être les plus anciennes découvertes à ce jour.
Cette incertitude quant à la datation exacte de cette hypothétique pyramide, ainsi que ses théories discutables concernant l'existence de la cité d'Atlantide, ont valu à Osmanagić de fortes critiques de la part d'experts internationaux.

## Fouilles de la «Fondation du parc archéologique de la pyramide bosnienne du Soleil»
Semir Osmanagić a créé la « Fondation du parc archéologique de la pyramide bosnienne du Soleil », laquelle est chargée des fouilles depuis l'année 2005. La fondation se présente comme composée d’une équipe internationale d’archéologues, d'historiens, d’anthropologues et d'égyptologues venus d’Australie, d’Autriche, de Bosnie-Herzégovine, d’Écosse, de Slovénie, d’Égypte et des États-Unis,.
Les fouilles ont commencé en avril 2006, et pour le moment, aucune échéance n'a été annoncée. Elles ont porté tout d'abord sur la plus haute des trois collines de Visočica, présentée aujourd’hui comme « la pyramide bosnienne du Soleil ». Puis les travaux se sont élargis aux deux collines voisines nommées « la Pyramide bosnienne de la Lune » (Plješevica) et « la Pyramide bosnienne du Dragon » (Buci), repérées par le satellite de la NASA (satellite haute résolution, NASA Landsat-7) et par photographie aérienne (le rapport fait mention de deux autres pyramides, dont l’une nommée « pyramide de la Terre » (Krstac), l'autre étant baptisée « pyramide de l'Amour » (Čemerac). La dénomination des deux premières collines trouverait sa source, selon Osmanagić, dans leur ressemblance avec les pyramides mexicaines du Soleil et de la Lune. Un rapport émis par la fondation énumère ses conclusions sur sa recherche. Ce rapport n’a obtenu aucune validation de la communauté scientifique internationale.

## Position de la communauté scientifique

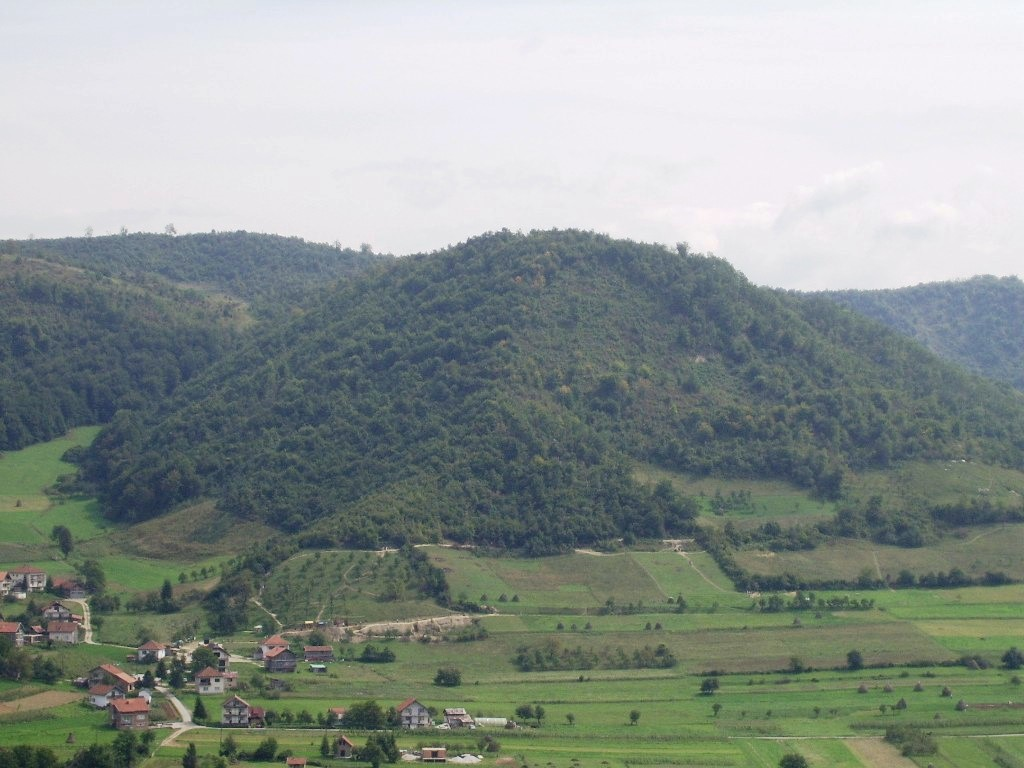
« Pyramide de la Lune ».

Les déclarations de la fondation ont été contestées par des experts qui l’ont accusée de promouvoir des notions pseudo-scientifiques et d’endommager des sites archéologiques médiévaux par ses fouilles.
Ainsi, Garrett Fagan, professeur à l'Université d'État de Pennsylvanie, a déclaré :  « Ils ne devraient pas être autorisés à détruire des sites authentiques dans leur quête d’illusions [...] C’est comme si l'on autorisait quelqu’un à dévaster Stonehenge pour chercher au-dessous les chambres secrètes d’une ancienne sagesse perdue. » Dans une lettre ouverte dans le journal The Times le 25 avril 2006, le professeur Anthony Harding, président de l’European Association of Archaeologists, a qualifié les théories d’Osmanagić de « farfelues et absurdes » et exprimé son inquiétude qu’aucune sauvegarde suffisante ne soit mise en place pour protéger le « riche patrimoine » bosnien de « pillages  et d'une exploitation incontrôlée ou sauvage ».
Le professeur Hermann Parzinger (président de l’Institut archéologique allemand de Berlin), le professeur Willem Willems (inspecteur général du Rijksinspectie Archeologie (RIA) de La Haye), Jean-Paul Demoule (président de l'Institut national de recherches archéologiques préventives (INRAP) de Paris), le professeur Romuald Schild (directeur de l’Institut d'archéologie et ethnologie de l’Académie polonaise des sciences de Varsovie), le professeur Vassil Nikolov (directeur de l’Institut d'archéologie de l’Académie bulgare des sciences de Sofia), le professeur Anthony Harding (président de l’Association européenne des archéologues à Prague) et Mike Heyworth (directeur du Conseil pour l'archéologie britannique de York) ont lancé en décembre 2006 une pétition internationale pour dénoncer l'« imposture » et le « gaspillage de ressources » que constituent les recherches de la fondation. Enver Imamovic de l’université de Sarajevo, ancien directeur du Musée national de Sarajevo, inquiet que les fouilles endommagent des sites historiques comme la capitale royale médiévale de Visoki, a déclaré que les fouilles « détruiraient de manière irréversible un trésor national ».
Les détracteurs de la fondation mettent aussi en avant le manque de compétence de certaines personnes ayant soutenu ces théories. Ainsi le directeur du musée de Visoko, Senad Hodovic, qui au début avait appuyé la fondation, était professeur de marxisme dans la république yougoslave et n'avait donc pas de compétence reconnue en archéologie ou en géologie (il s'est depuis éloigné du projet). Ces critiques indiquent également que Harry Oldfield a une formation initiale en médecine traditionnelle indienne, c’est aussi le cas du médium allemand Karin Tag.
Pour Curtis Runnels, expert en préhistoire de la Grèce et des Balkans à l'université de Boston, « Entre 27 000 et 12 000 ans AP, les Balkans étaient pris dans le dernier maximum glaciaire, une période d’un climat très froid et sec, avec des glaciers dans certaines chaines de montagnes. Les seuls occupants étaient des chasseurs-cueilleurs du Paléolithique supérieur, qui ont laissé derrière eux des sites de campement en plein air et des traces d’occupation dans des grottes. Ces restes consistent en de simples outils de pierre, foyers, et restes d’animaux et de plantes consommés comme nourriture. Ces peuplades n’avaient ni les outils ni les connaissances pour construire des monuments architecturaux. »
Selon une source ancienne, le 8 mai 2006, des membres d’une équipe universitaire, avec à leur tête le professeur Vrabac, ont effectué des fouilles sur Visoko et ont donné une conférence de presse à Tuzla afin d'en présenter les résultats. Les universitaires de la Faculté des mines, de géologie et de génie civil de l’université de Tuzla, dirigés par le professeur Sejfudin Vrabac, ont conclu que la colline est une formation géologique naturelle, composée de couches de sédiments clastiques de densités variées, et que sa forme est la conséquence de processus endodynamiques et exodynamiques au cours de l’ère post-Miocène. Selon le professeur Vrabac, spécialiste en paléogéologie, il existe des douzaines de formations de morphologie semblable dans le seul bassin minier de Sarajevo-Zenica. Le rapport de l’équipe géologique sur Visoko, basé sur les données de six carottages de 3 à 17 mètres de profondeur, est appuyé par le Conseil de recherche et d’enseignement de la Faculté des mines, de géologie et de génie civil, ainsi que par l’Association des géologues de Bosnie-Herzégovine.
Pour Stjepan Coric, géologue à l'université de Vienne, invité par Osmanagic à examiner le site, celui-ci s'explique par des formations naturelles. Les blocs de rocher ont été formés au fond d'un lac il y a 7 millions d'années, ce sont des brèches soulevées par des forces tectoniques qui leur ont donné leur forme géométrique. Les tunnels appartiennent sans doute à une ancienne mine, sans que l'on puisse préciser leur âge.
Après s'être rendu sur le site et l'avoir examiné, Robert M. Schoch, de l’université de Boston, a conclu qu'il s'agissait d'une formation uniquement géologique de blocs de grès rompus par les forces tectoniques. Chaque trait mis en avant par Osmanagic comme étant d'origine humaine peut, selon Schoch, recevoir une explication géologique parfaitement raisonnable. Pour Schoch, qui a par ailleurs écrit deux ouvrages sur les constructeurs de pyramides, il n’y a aucune pyramide à Visoko, mais en revanche il y a une richesse géologique et d’importants sites archéologiques pour les époques médiévales et néolithiques. L’inscription trouvée par l’équipe d’Osmanagic dans les tunnels n’est pour lui qu’un canular récent.
Le 14 mars 2007, un collectif de chercheurs géologues, historiens et archéologues de Bosnie, d'Europe et d'Amérique a envoyé une lettre ouverte à M. Schwarz-Schilling, représentant de l'Union Européenne en Bosnie. Ils y dénoncent l'amateurisme des fouilles pratiquées à Visoko et les interprétations de la fondation.
La fondation, ni aucun des experts dont elle se recommande, n'ont jusqu'à présent publié de résultats dans un colloque scientifique ou dans une revue scientifique.

## Images du site

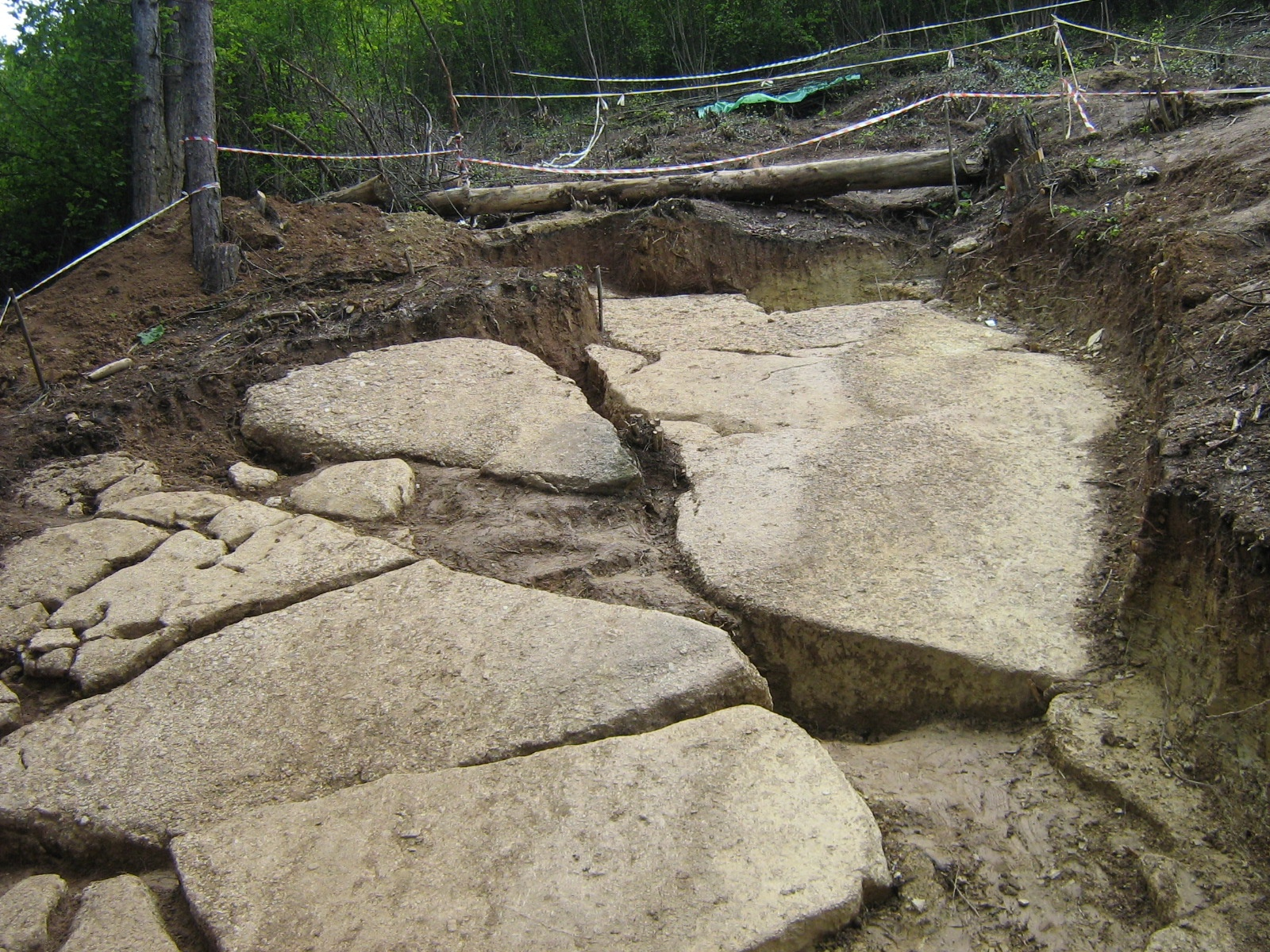
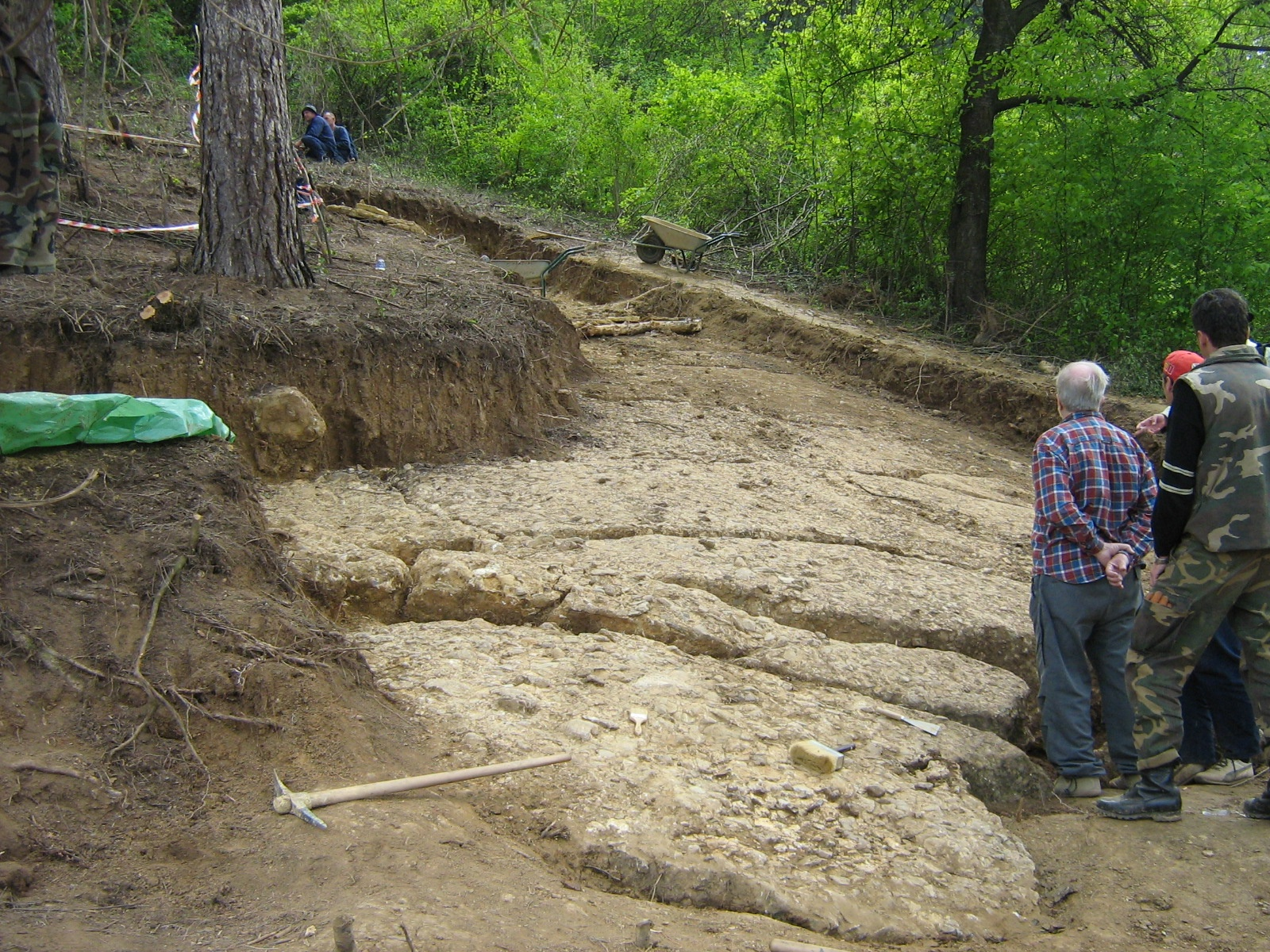
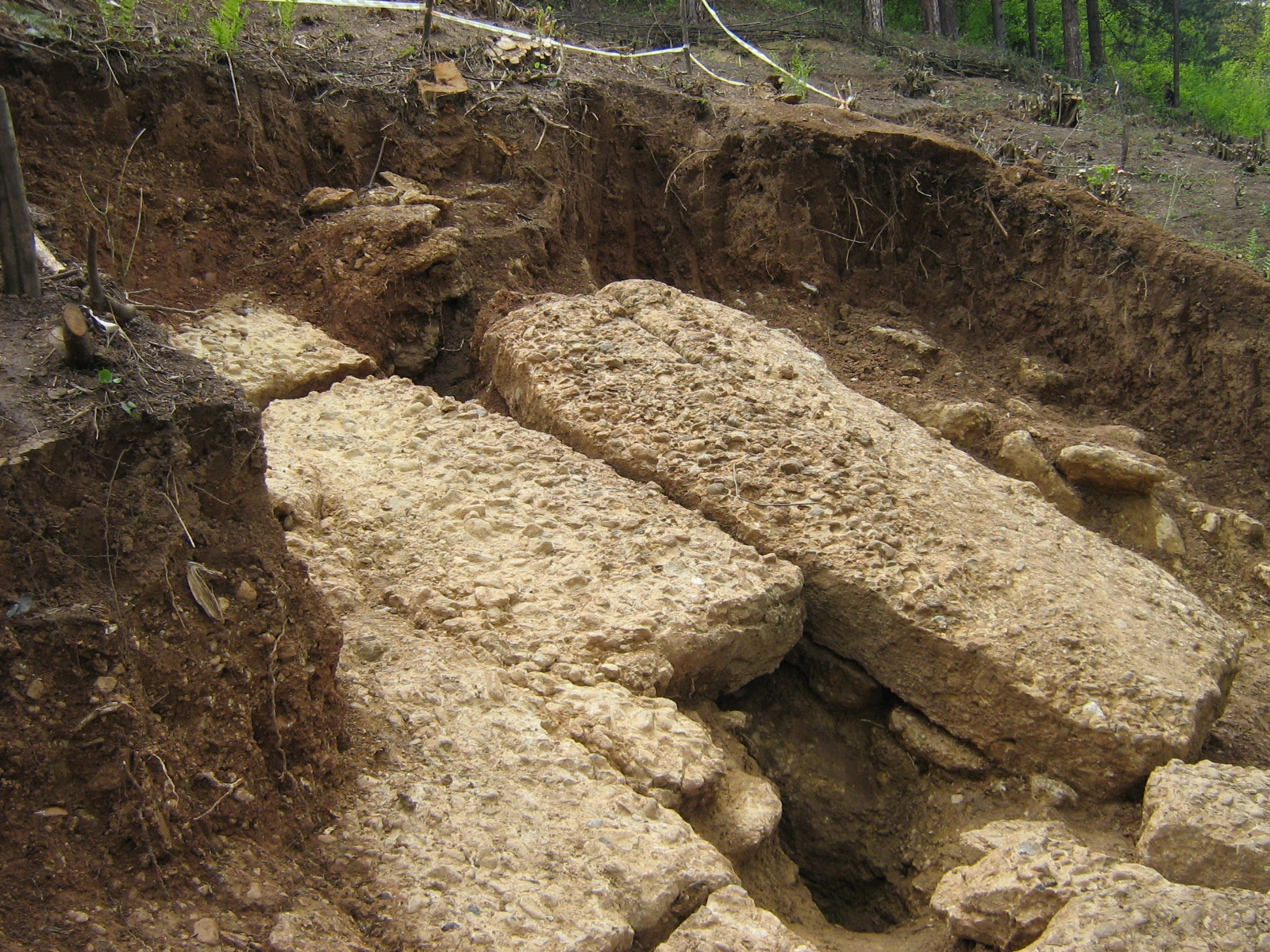
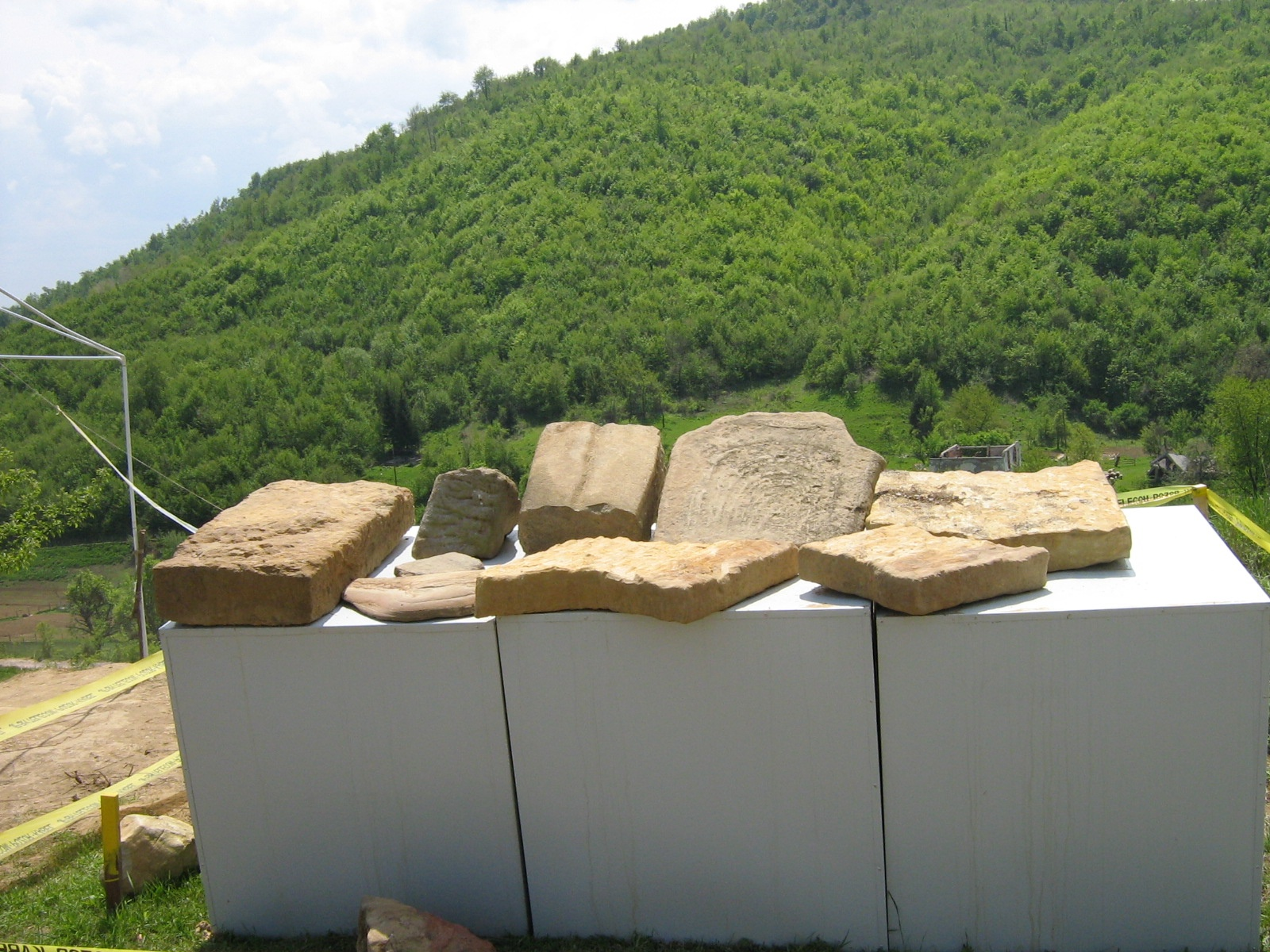

Ces images sont celles de formations géologiques naturelles (grès et autres roches sédimentaires).